# 1914年大西洋飓风季
1914年大西洋飓风季仅形成一场热带风暴，是有纪录以来活跃度最低的大西洋飓风季。全季的正式时段虽有数月，但只有9月中旬存在热带天气活动。9月15日，巴哈马海域形成本季唯一的热带气旋并向西北方向飘移，先后进入佛罗里达州和乔治亚州内陆上空。气象部门及时发布警告，所以这场风暴没有造成重大破坏。另外，墨西哥湾及加勒比海在10月下旬还可能出现过热带低气压。
截至2016年，1914年大西洋飓风季仍是有纪录以来除1907年大西洋飓风季外唯一没有飓风形成的大西洋飓风季。由于此时包括卫星图像在内的多种现代观测手段尚未面世，因此相关信息往往极度缺乏，气象机构只能依赖历史气象云图和船只报告更新数据。

## 季节总结
1914年大西洋飓风季是有纪录以来活跃度最低的大西洋飓风季，经正式确认形成的只有一个热带气旋。此外，本季也没有飓风形成（风速达到每小时121公里的热带气旋），截至2016年，这种情况还只出现过两次，另一次是1907年大西洋飓风季。全季唯一的热带风暴直到9月14日才形成，是1851年大西洋飓风季开始有正式纪录以来最晚的开局。
美国国家海洋和大气管理局的大西洋飓风再分析计划于2005年从重新全面分析1911至1914年间所有的北大西洋热带气旋，根据结果更新大西洋飓风数据库，1914年大西洋飓风季的大部分正式数据都取自更新后的数据库。数据库中有关这年9月中旬热带风暴的多项数据经过调整，但整体变更幅度非常小。此外，这年还有另外两个天气系统经正式考量加入飓风数据库，其中一个可能是热带低气压，但气象机构认为其强度还太弱，没有达到热带风暴标准。另一个估计不属热带天气系统。由于气象卫星等现代观测手段在20世纪初尚未面世，因此2005年对大西洋飓风数据库的调整主要是以历史气象云图和船只报告为依据。

## 风暴

### 第一号热带风暴
根据多份历史天气图记载，本季仅有的一场热带风暴源自9月13日正向西移动的一股东风波。巴哈马海域气压普遍下降，说明当地“很可能存在扰动天气”。协调世界时9月15日凌晨0点，这股扰动天气在迈阿密以东约320公里洋面发展成热带低气压，再于约12小时后达到热带风暴标准，佛罗里达州东岸向北直至北卡罗莱纳州戴尔县哈特拉斯（Hatteras）都收到风暴警告。
气旋向西北方向飘移并逐渐增强，于9月16日晚行进至乔治亚州南岸近海。虽然大部分热带天气系统在到达这片海域后会继续沿美国东岸北上，但这场风暴实际上却蜿蜒西进，在达到风力时速110公里的最高强度后从佛罗里达州和乔治亚州边界附近登陆。气旋在乔治亚州南部上空移动并迅速减弱，但其强度在9月17日下午18点左右又稳定下来。风暴接下来突然转朝正西略偏南面移动，从北墨西哥湾掠过，在路易斯安那州上空减弱成热带低气压。9月19日清晨，气旋已进一步退化成混乱且细长的低气压区，变成开放式低压槽。
风暴在美国东南部产生大范围降雨，沿海地区还出现烈风强度大风，多艘船只报称海况恶劣。佛罗里达州圣奥古斯丁海潮高涨，致使南街堤道被淹。气旋产生的风力令当地沼泽中的大量死草四下飘散。由于气象部门在风暴来袭前及时发布警告，当地没有遭受重大破坏。经过大西洋飓风再分析计划的重新分析，大西洋飓风数据库中这场风暴的数据于2005年经过小幅调整，提早气旋形成时间的同时，还提高了最高强度风速。

### 热带低气压
除9月中旬的热带风暴外，10月下旬还可能有热带低气压形成，只是一直没有达到热带风暴强度。10月24日，墨西哥湾西部和加勒比海上空存在大范围低气压区。在此期间，可能有同冷锋相连的低气压中心向南延伸，形成更大规模的天气系统并朝东面移动。10月25日，加勒比地区西北部形成另一个低气压中心，现代研究认为这个天气系统很可能是热带低气压。由于所在海域气压梯度小，气旋产生的风速不高，其最低中心气压为1004毫巴（百帕，29.6英寸汞柱）。10月26日，冷锋同北侧的温带气旋关联，并将热带天气系统吸收。次日，温带气旋退化成开放式低压槽。虽然经过2005年的重新分析，这个热带低气压已纳入大西洋飓风数据库，但其强度还是太弱，没有达到热带风暴标准。